# سد اسوان لو
سد اسوان لو (به عربی: خزان أسوان) یک سد وزنی، نیروگاه برقابی و سد در مصر است که در استان اسوان واقع شده‌است.